# Marie-Félix-Hippolyte Lucas
Marie-Félix-Hippolyte Lucas (Rochefort-sur-Mer, 9 ottobre 1852 – Bougival, 17 aprile 1925) è stato un pittore francese.

## Biografia

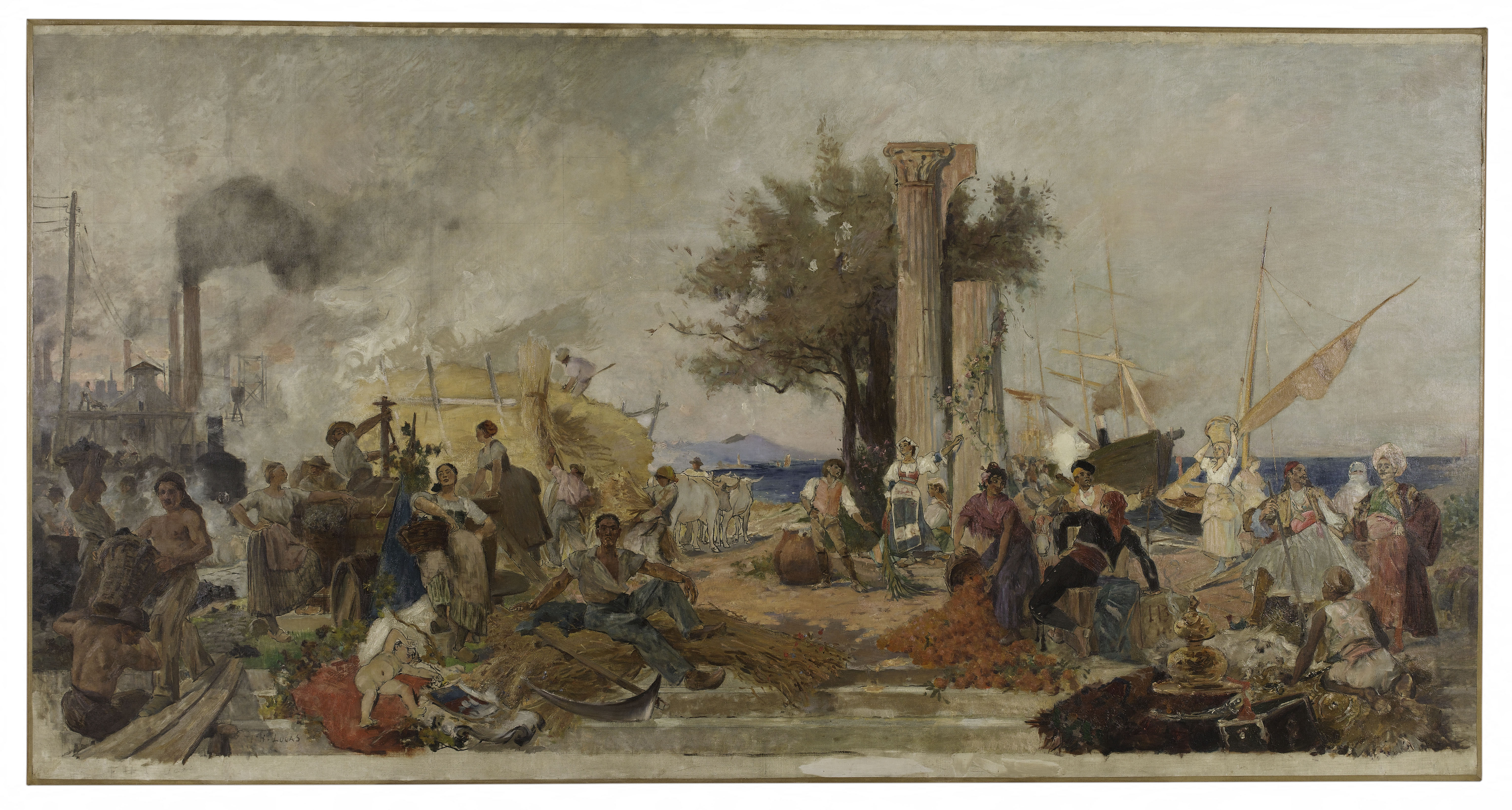
Uno studio per l'affresco della borsa di commercio di Parigi

Marie-Félix-Hippolyte Lucas, nato a Rochefort, fu uno studente di Isidore Pils, Henri Lehmann ed Évariste-Vital Luminais alla scuola di belle arti di Parigi. Tra il 1877 e il 1924 e le sue opere vennero esposte regolarmente al Salone degli artisti francesi, dove ricevette molte ricompense. Venne premiato anche alle esposizioni universali del 1889 e del 1900. Venne nominato cavaliere della Legione d'onore. Sempre nel 1900 egli realizzò un ritratto della celebre ballerina statunitense Loïe Fuller, molto attiva negli ambienti culturali francesi dell'epoca.
Egli partecipò alla decorazione del casinò di Monte Carlo e realizzò l'affresco dell'Attività commerciale in Europa della borsa di commercio di Parigi. Tra gli altri, ebbe come studente Gaston Manchon.

## Galleria d'immagini

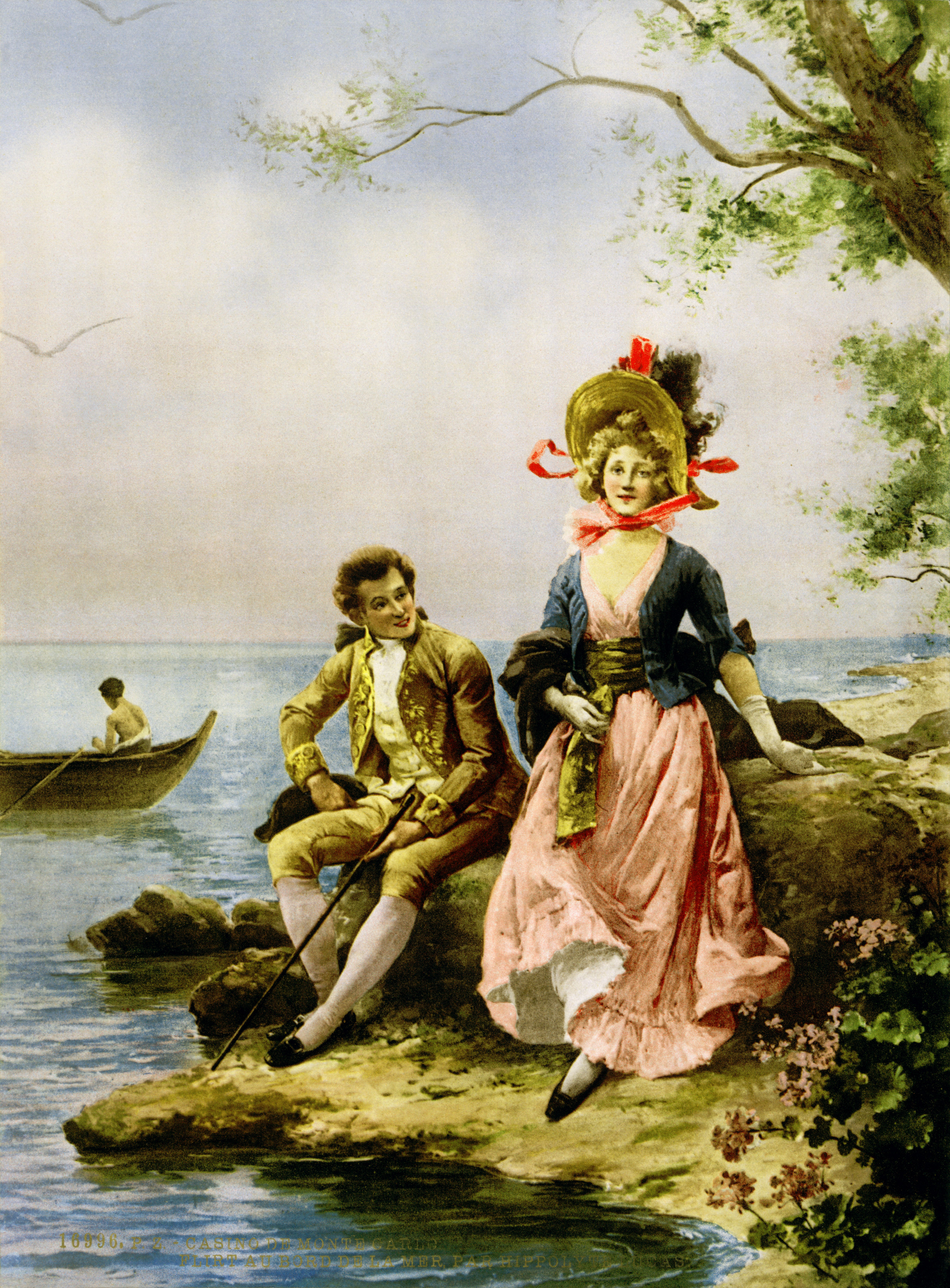
Flirt au bord de la mer, 1895 circa, Monaco, casinò di Monte Carlo
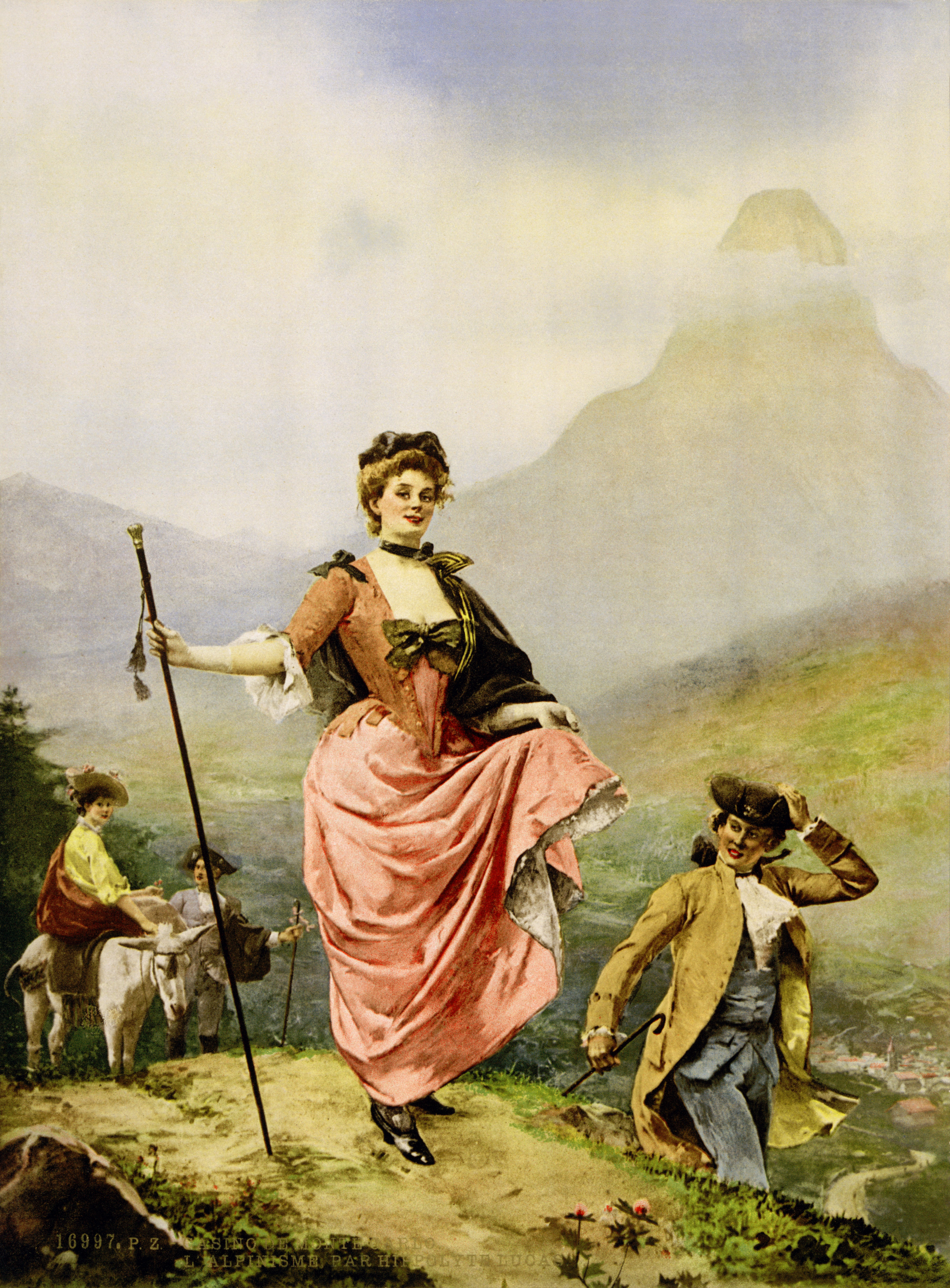
L'Alpinisme, 1895 circa, Monaco, casinò di Monte Carlo
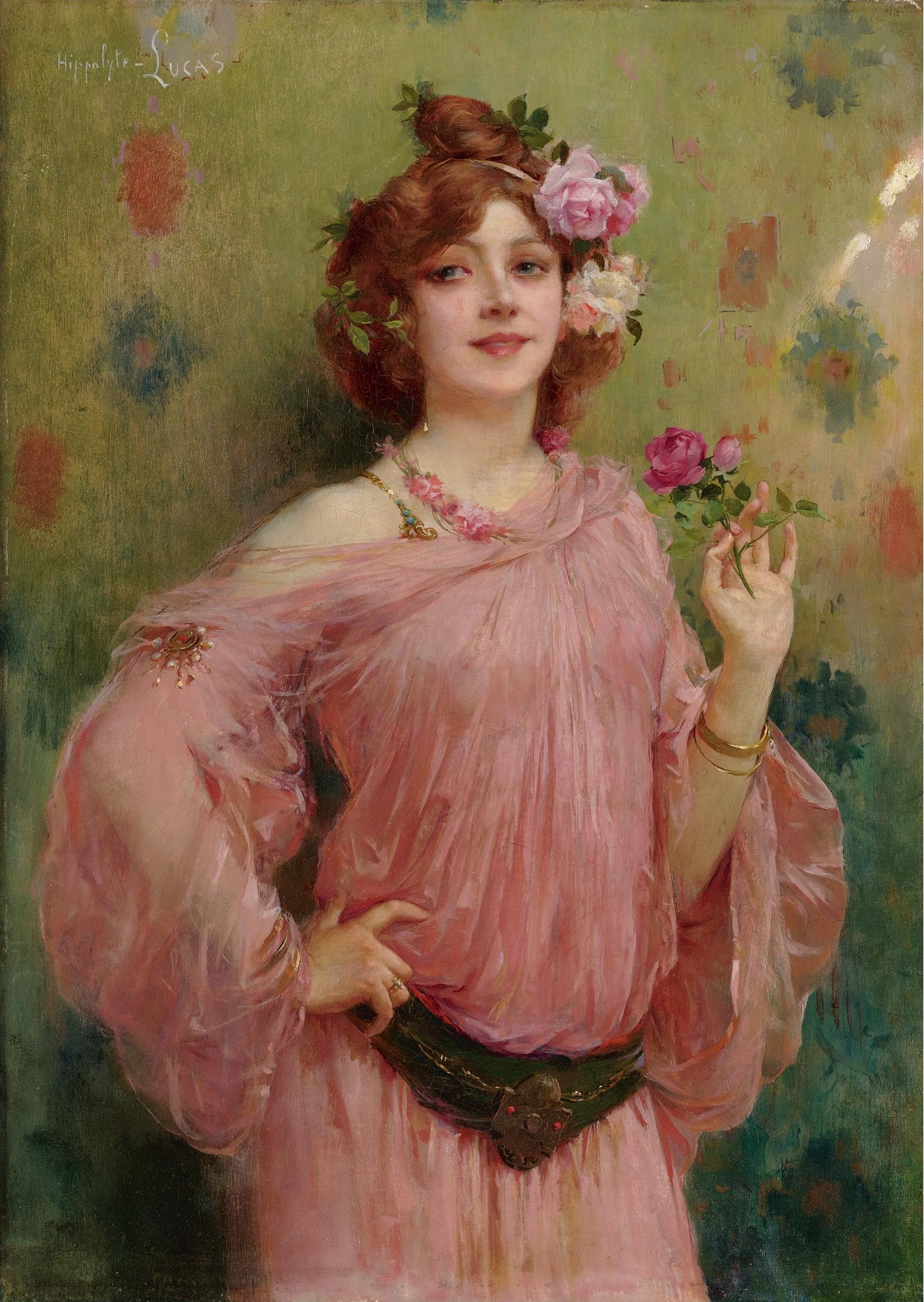
Une beauté en rose, ubicazione sconosciuta
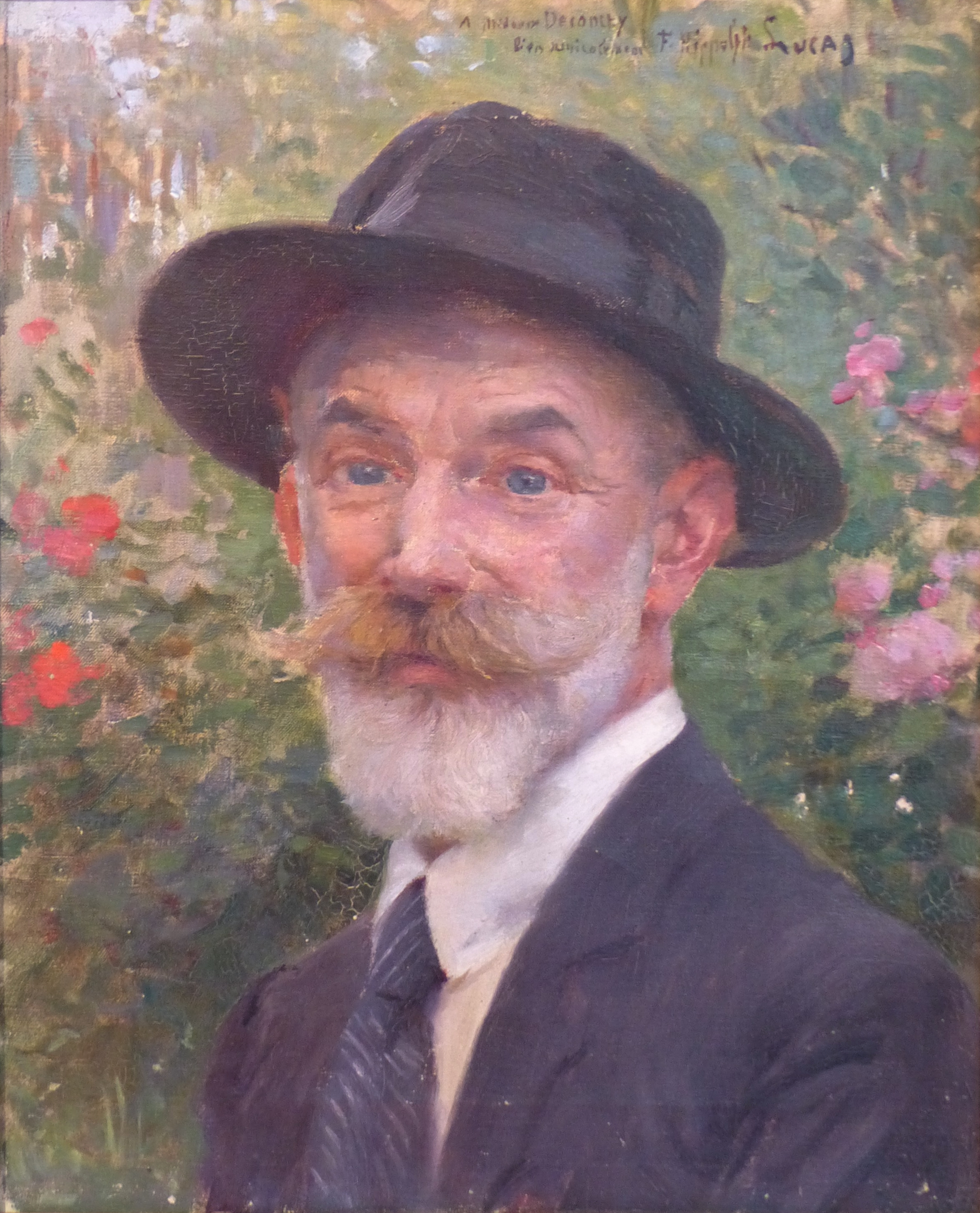
Ritratto di Ferdinand Deconchy, 1920 circa, museo Renoir di Cagnes-sur-Mer